# Zopherus tristis
Zopherus tristis là một loài bọ cánh cứng trong họ Zopheridae. Loài này được LeConte miêu tả khoa học năm 1851.